# Helleriella
Helleriella là một chi thực vật có hoa trong họ, Orchidaceae.